# Église d'Ylöjärvi
L'église d'Ylöjärvi (finnois : Ylöjärven kirkko) est une église luthérienne  située à Ylöjärvi en Finlande.

## Architecture
Les orgues à 10 jeux fabriqués en 1886 par B. A. Thule  sont rénovés en 1927 par la fabrique d'orgues de Kangasala. 
Les orgues actuels à 14 jeux sont livrés en 1957 par la fabrique d'orgues de Kangasala. 
Le retable la crucifixion est peint en 1870 par Robert Wilhelm Ekman .